# Tresta (Sandsting)

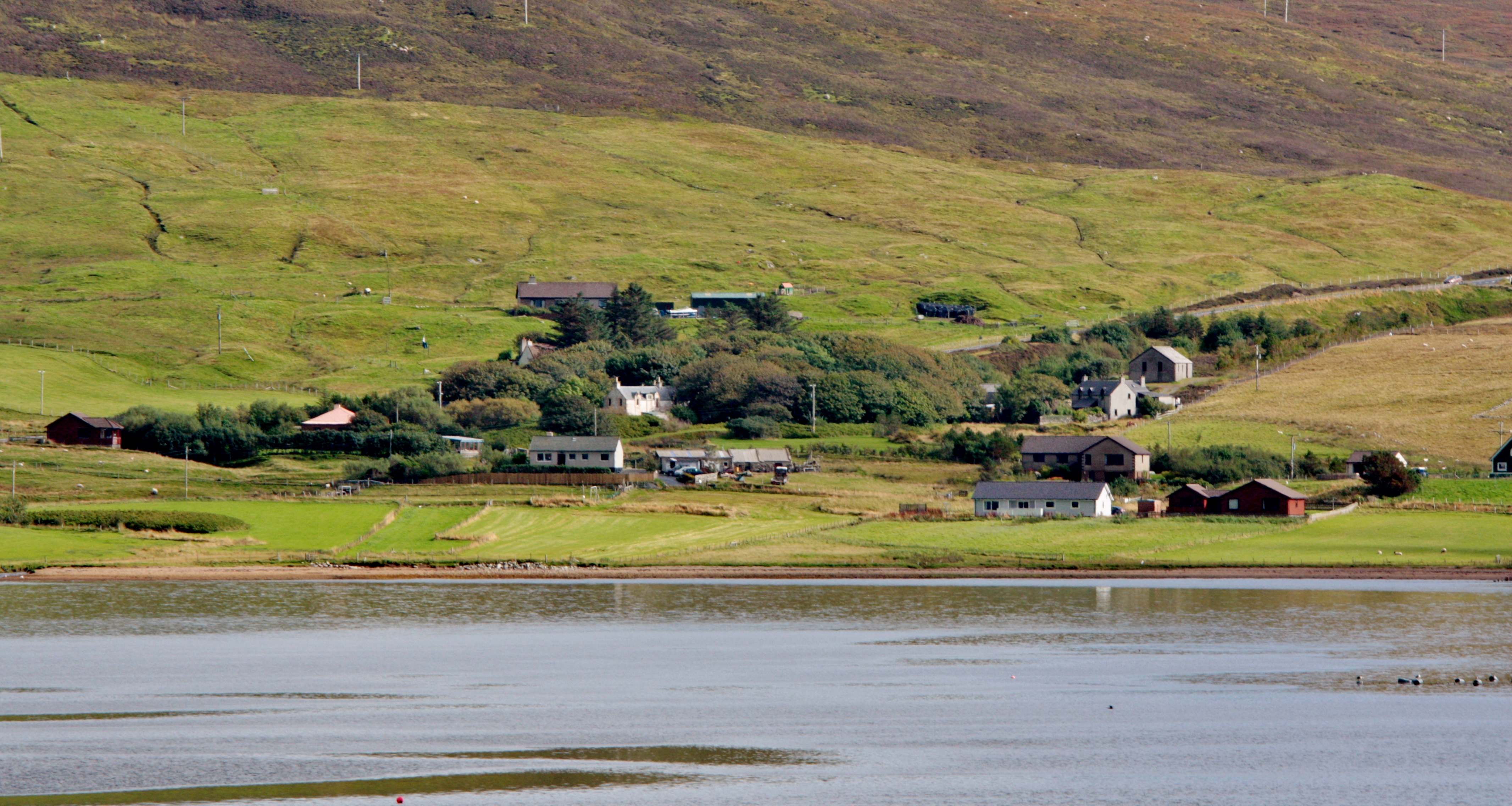
Blick auf den Ort

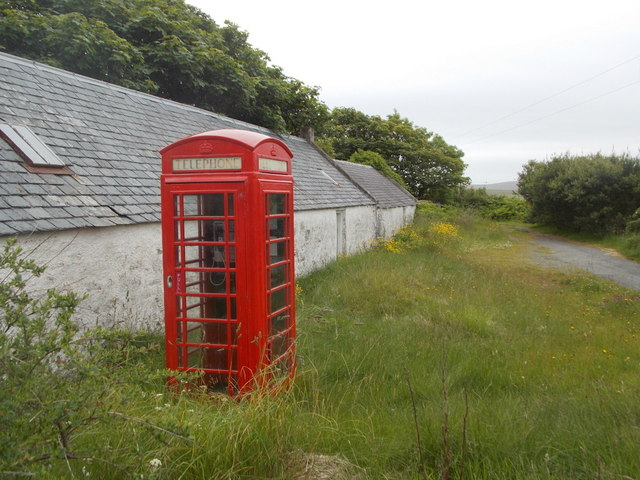
Telefonzelle in Tresta

Tresta ist eine Ortschaft, die im Südwesten der zu Schottland zählenden Shetlands liegt.

## Geographie
Tresta liegt im Westen von Mainland am östlichen Ufer der Meeresbucht Tresta Voe. Überragt wird es von den Bergen South Hill im Süden und Dudd Hill im Norden. Lerwick liegt 16 Kilometer entfernt in südöstlicher Richtung. Ortschaften in der Nähe sind Heglibister und Weisdale im Osten sowie Twatt im Nordwesten.

## Historisches
Im Rahmen der historischen Gliederung Schottlands in Civil Parishes zählt Tresta zu Sandsting. Im Ort sind zwei Bauwerke als Listed Building in unterschiedlichen Kategorien eingestuft worden. Diese sind das Tresta House sowie eine Tefonzelle.

## Verkehr
Tresda liegt an der A971, die die zentrale Straße im Westen von Mainland bildet.